# Lantosque
Lantosque (okzitanisch und italienisch Lantosca) ist eine französische Gemeinde mit 1197 Einwohnern (Stand 1. Januar 2022) im Département Alpes-Maritimes in der Region Provence-Alpes-Côte d’Azur; sie gehört zum Arrondissement Nice und zum Kanton Tourrette-Levens. Zudem ist sie ein Mitglied im Gemeindeverband Métropole Nice Côte d’Azur. Der Ort liegt im Tal der Vésubie.

## Bevölkerungsentwicklung
- 1962: 0968
- 1968: 1057
- 1975: 0884
- 1982: 0772
- 1990: 0972
- 1999: 1019
- 2012: 1320

ab 1968 nur Einwohner mit Erstwohnsitz

## Persönlichkeiten
Hier wurde der Jazzmusiker Aimé Barelli (1917–1995) geboren.

## Sehenswürdigkeiten
Siehe: Liste der Monuments historiques in Lantosque

## Literatur

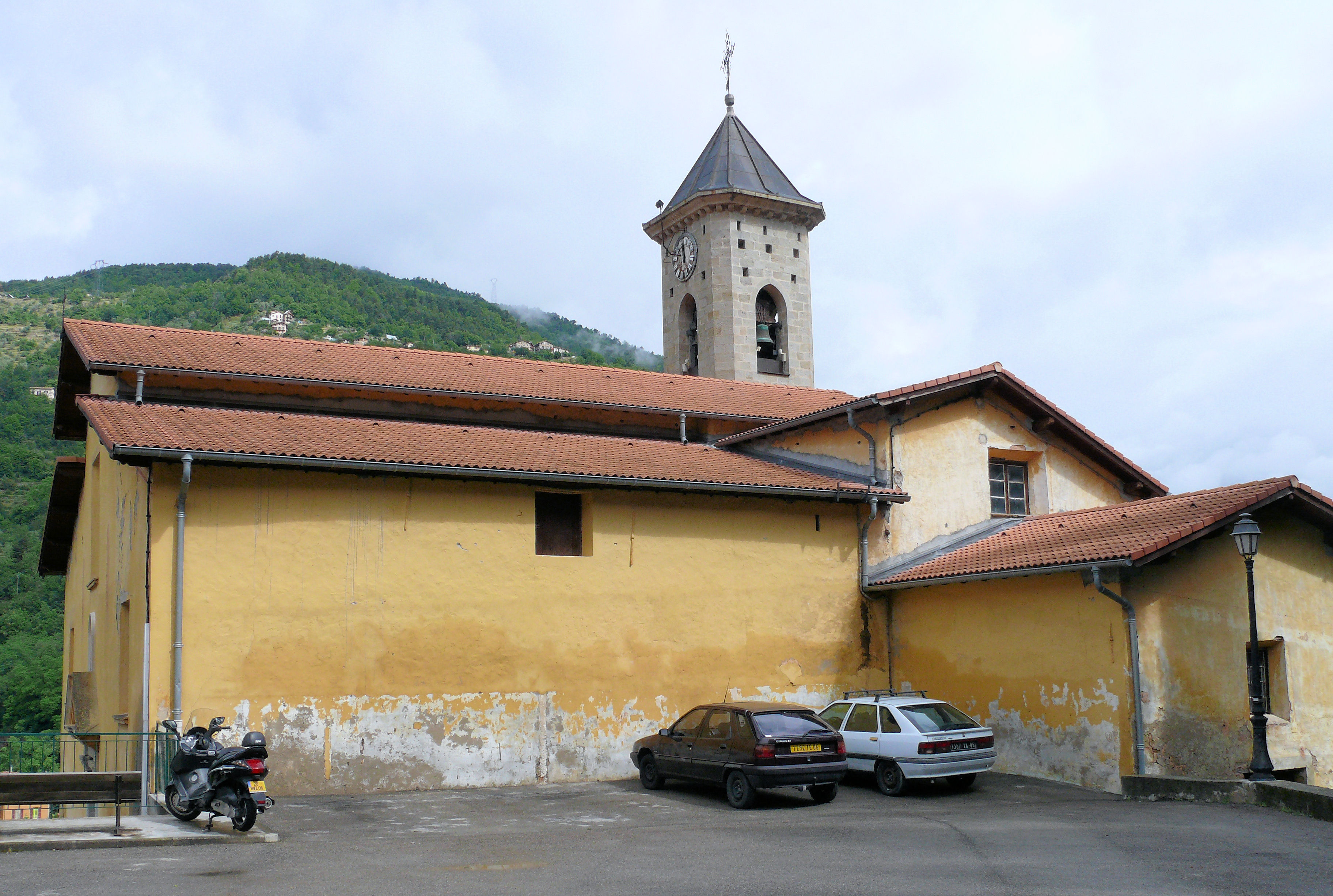
Kirche Saint-Sulpice